# Leendert van der Cooghen
Leendert van der Cooghen (Haarlem, 1632 – 1681 ) was een Nederlandse  schilder, tekenaar en graficus. Hij werkte voornamelijk in Haarlem.

## Leven en werken

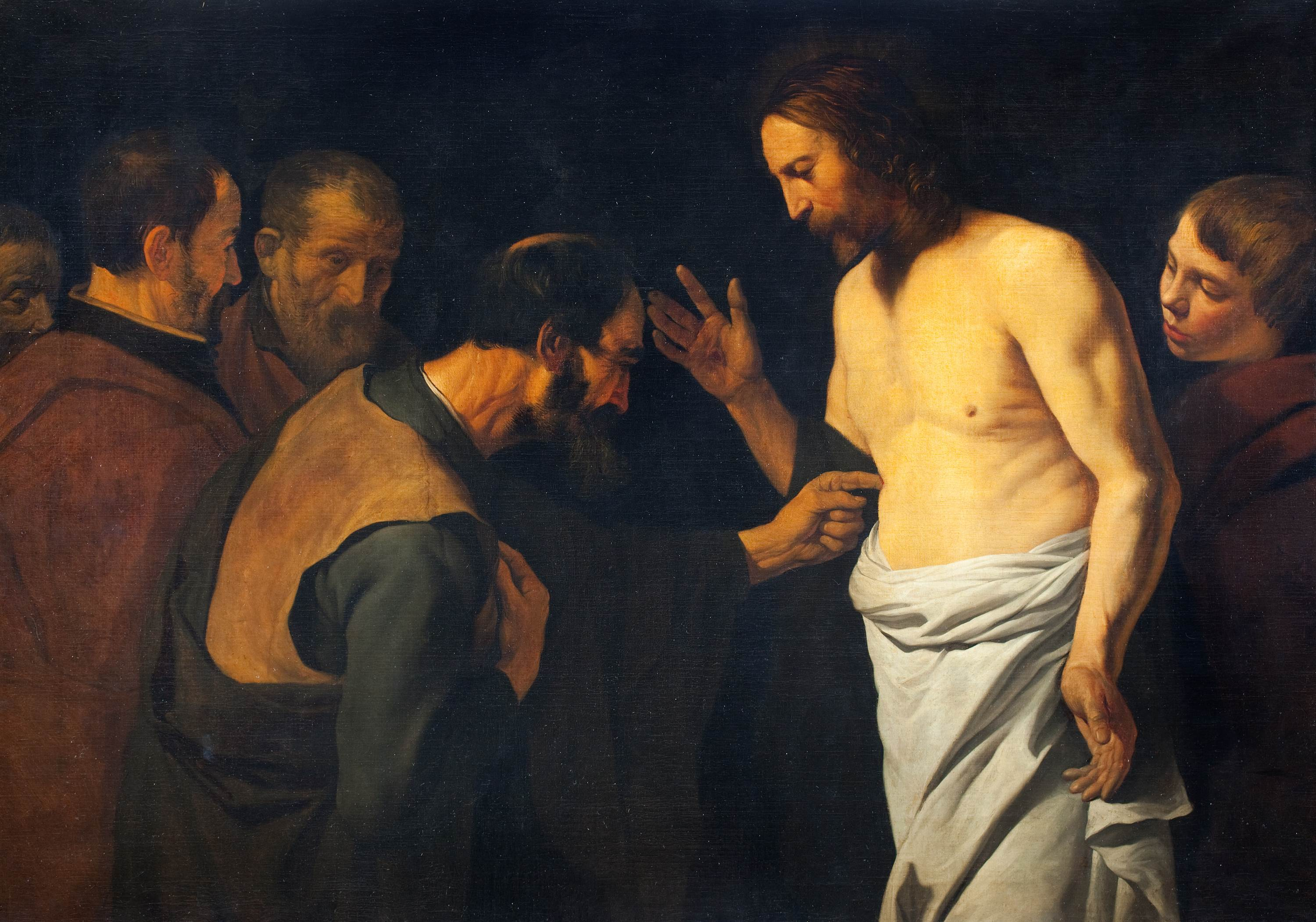
Ongelovige Thomas, 1654

Leendert van der Cooghen kwam uit een welgestelde Haarlemse familie en had genoeg geld om het schilderen als liefhebberij uit te oefenen. Hij hoefde er niet van te leven, aldus Houbraken. Hij zou zich voornamelijk met tekenen bezig hebben gehouden om zichzelf en zijn vrienden te vermaken.  Dat is waarschijnlijk ook de reden waarom hij niet zoveel werken heeft gemaakt om buiten Haarlem bekend te worden. Hij kreeg zijn opleiding van Jacob Jordaens . Hij was een goede vriend van Cornelis Bega en woonde in de Schagelstraat in Haarlem, waar hij bekend stond als "Oom Leendert".
Van der Cooghen was goed bevriend met de Haarlemse schilder Vincent van der Vinne . Van der Vinne gebruikte een tekening die Van der Cooghen van Van der Vinne had gemaakt in een vanitas-stilleven met een zelfportret van Van der Vinne.

## Zijn werk
Hij maakte vooral tekeningen, veel etsen en schilderijen. Mogelijk was hij mede verantwoordelijk voor de introductie in Haarlem van de manier van tekenen zoals Peter Paul Rubens en Jordaens deden. Zij combineerden rood en zwart krijt, soms op donker papier. In zijn werk komen met name landschappen, portretten, genrevoorstellingen en figuren.

## Galerij

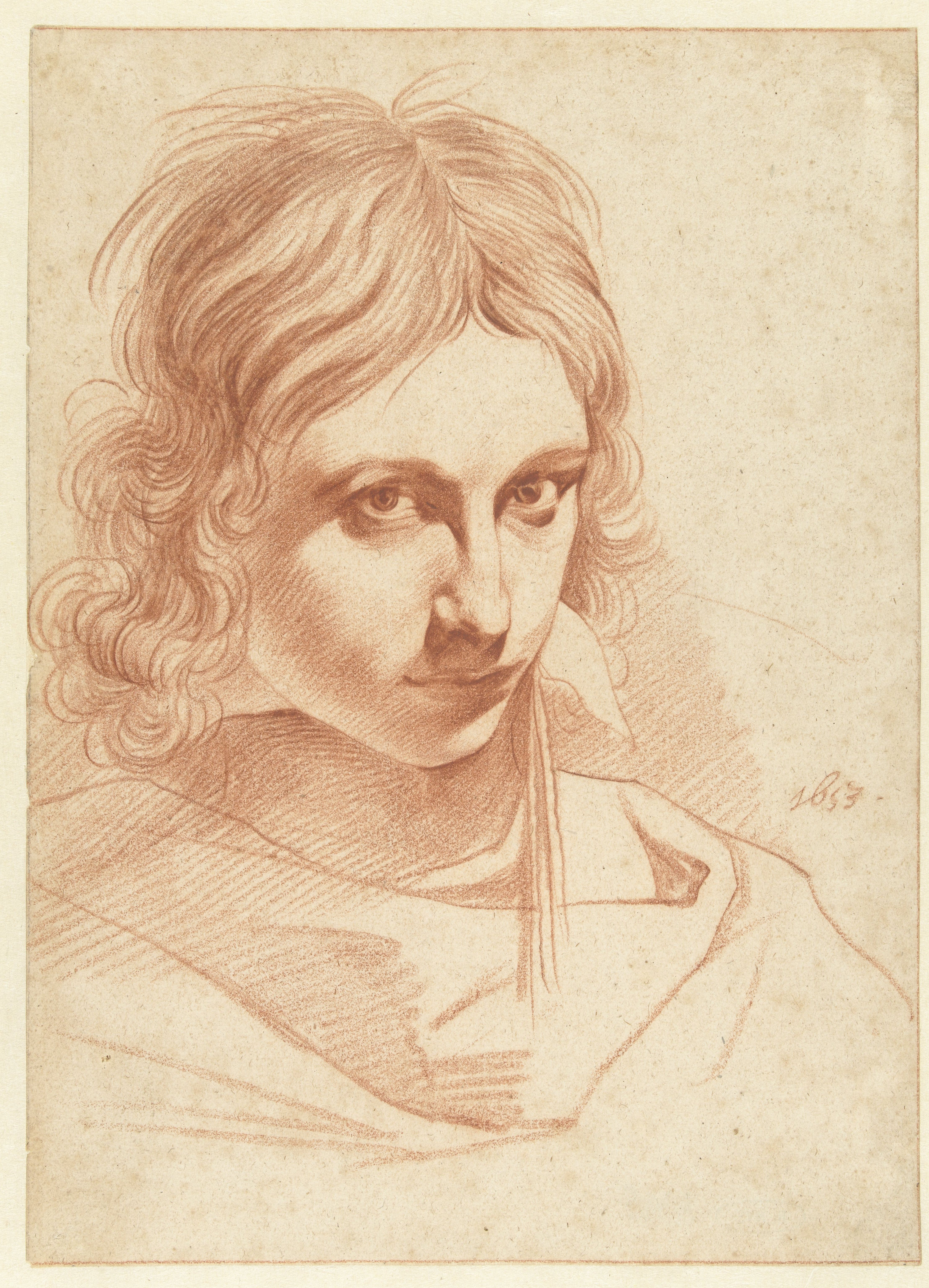
Portret van een jonge man, vaak gezien als een zelfportret
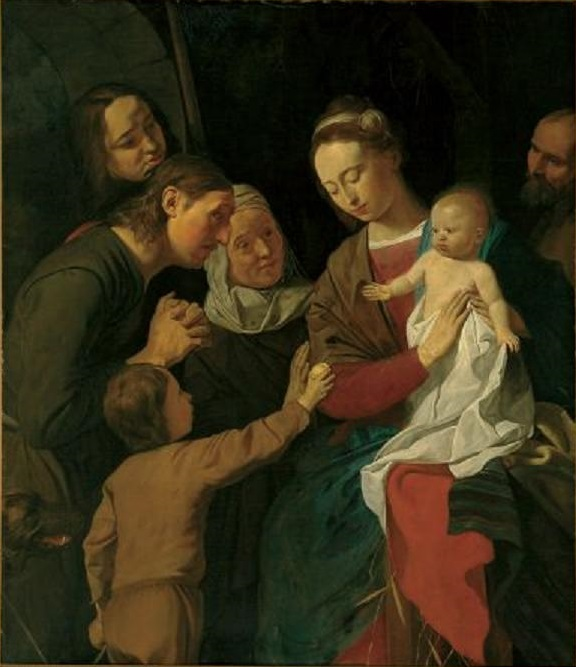
Aanbidding van de herders
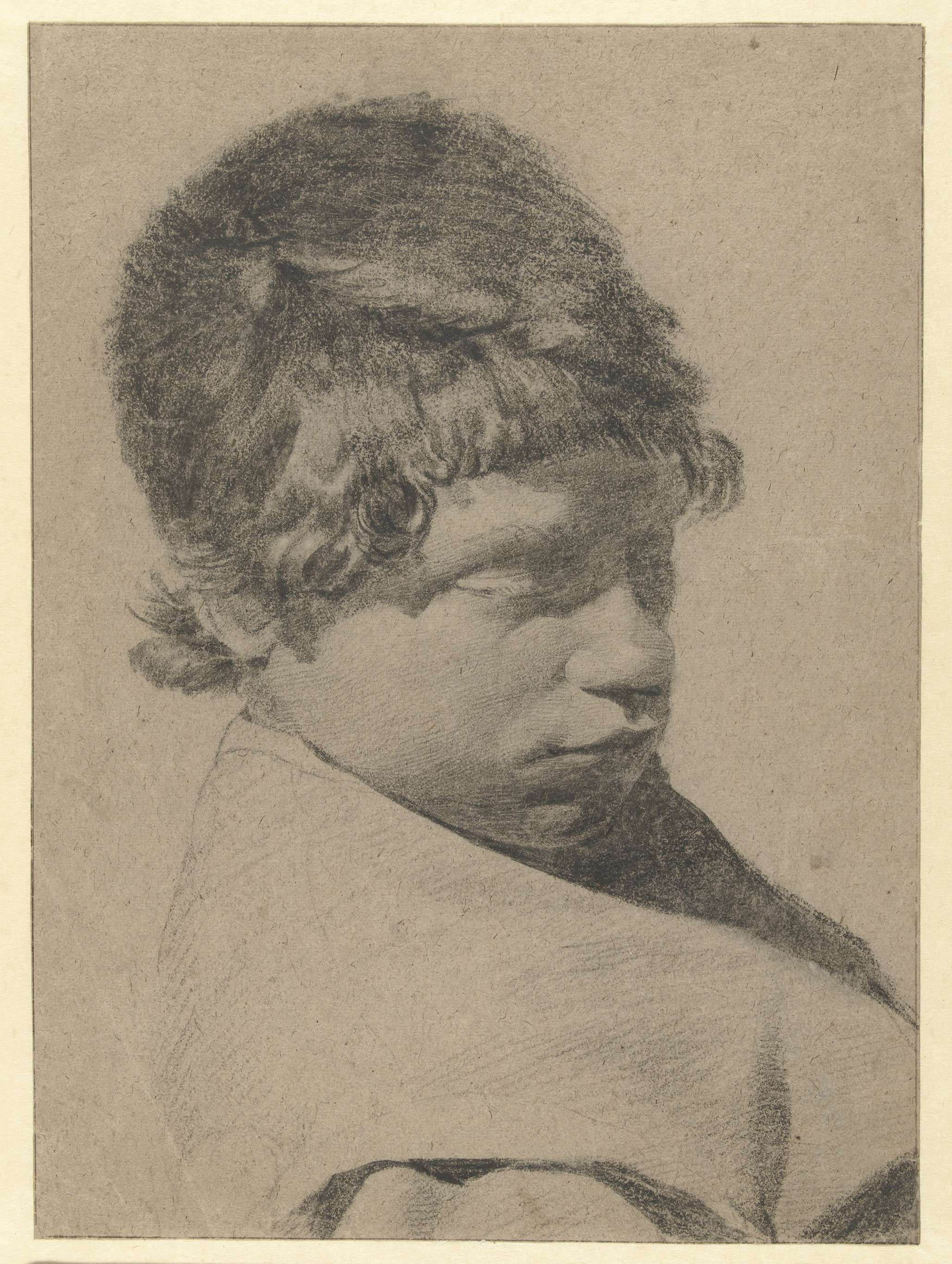
Borstbeeld van een jongen
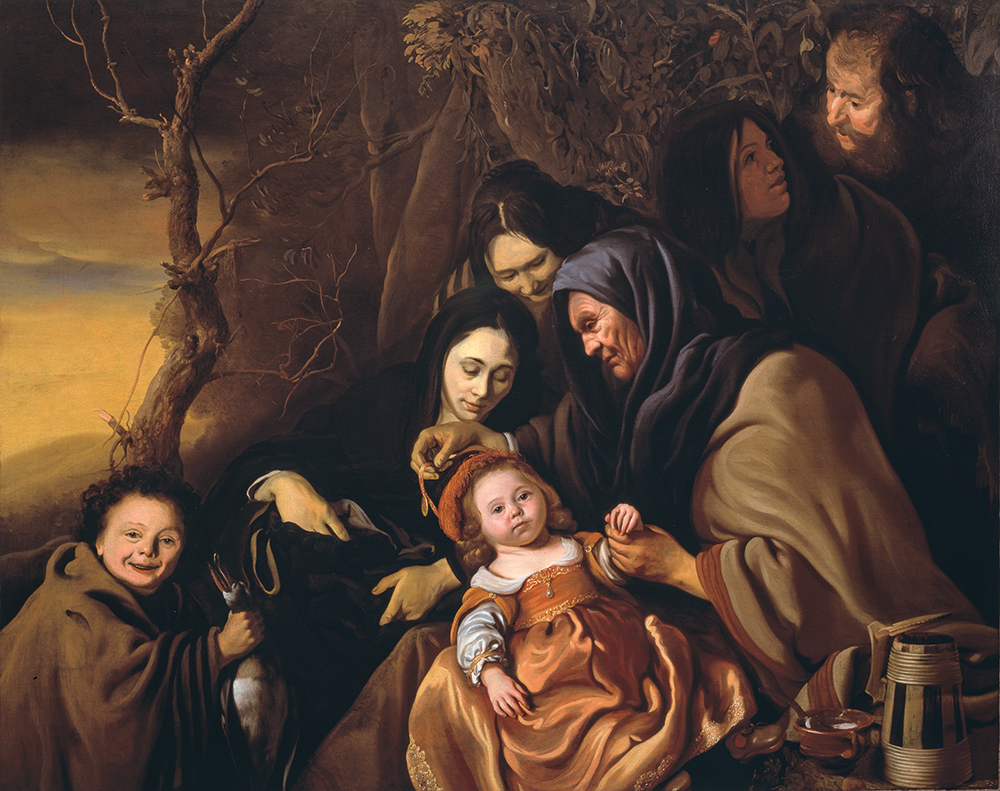
Constance ontvoerd door zigeuners

- Biografisch Portaal: 24595217
- Digitale Bibliotheek voor de Nederlandse Letteren: coog001
- Gemeinsame Normdatei: 130120022
- International Standard Name Identifier: 0000 0000 1556 9698
- KulturNav: 81f75e6a-aea6-4ce2-b908-d17b34ba748a
- RKD-Nederlands Instituut voor Kunstgeschiedenis: 18054
- Union List of Artist Names: 500011855
- Virtual International Authority File: 10943922
- WorldCat: E39PBJckQry4GVCDRhVd3b3mh3